# Stanisław Mikulski
Stanisław Mikulski (1 de maio de 1929 — 27 de novembro de 2014) foi um ator polonês.